# Ryszard Kapuściński
Ryszard Kapuściński, född 4 mars 1932 i Pińsk i dåvarande Polen (i nuvarande Belarus), död 23 januari 2007 i Warszawa, var en polsk journalist, essäist och författare.
Ryszard Kapuściński debuterade som poet, när han som sjuttonåring fick en dikt publicerad i tidskriften Dziś i jutro. Vid 23 års ålder lämnade han för första gången Polen för en reportageresa till Indien. Denna resa kom att bli startskottet för en lång serie utlandsvistelser.
Kapuściński var genom åren den polska nyhetsbyrån PAP:s korrespondent i olika världsdelar. Under en mycket lång tid var han Polens enda korrespondent i Afrika, och förväntades kunna täcka och rapportera allt som hände på denna gigantiska kontinent. Han stationerades även under långa perioder i Latinamerika och Asien.
Det som gjorde Kapuściński berömd är hans reportageböcker som blandar stora skeenden med personliga reflektioner och en stark känsla för detaljer. Den omfattande rapporteringen från Afrika grundmurade hans rykte, och boken Kejsaren om Haile Selassie gjorde honom känd för en större publik. Bland senare produktion märks Shahernas shah, om Iran före revolutionen, och Imperiet, en essäsamling om Sovjetunionens sönderfall. Han nämndes ofta som kandidat till Nobelpriset i litteratur.